# Thomas Wyss
Thomas Wyss (Luzern, 29 augustus 1966) is een Zwitsers voormalig voetballer die speelde als middenvelder.

## Carrière
Wyss speelde tussen 1984 en 2001 voor FC Luzern, FC Aarau, Grasshopper en FC St. Gallen. Hierna werd hij trainer van FC Grenchen, FC Zug 94, FC Baden en SC Cham.
Tussen 2005 en 2006 trainde hij de jeugd van FC Luzern tussen 2013 en 2014 was hij er assistent-trainer.
Hij maakte zijn debuut voor Zwitserland in 1988, hij speelde in totaal 11 interlands en nam met Zwitserland deel aan het WK 1994.

## Erelijst
- Grasshopper Club Zürich
  - Landskampioen: 1990
  - Zwitserse voetbalbeker: 1989, 1990